# Emprise du château de Joyeuse-Garde
Le tournoi d'Emprise du château de Joyeuse-Garde ou encore Emprise du Dragon est un tournoi s'étant déroulé en 1446 à Saumur, sous le règne de René d'Anjou.

## Histoire
Une nombreuse et brillante noblesse se rassemble à Saumur. On y trouve ainsi Guy XIV de Laval, André de Lohéac, Guy II de Laval-Loué, leur parent.
Les fêtes durèrent 40 jours. Elles furent données dans un château bâti exprès dans la plaine et qui reçut le nom de Château de Joyeuse Garde. 
Couanier de Launay indique que :
- Au jour fixé pour la joûte, deux Turcs, vêtus de damas incarnai et blanc, parurent, menant un lion attaché avec une grosse chaîne d'argent. Ils étaient suivis des tambours, fifres et trompettes du roi, à cheval, tous vêtus de la livrée d'Anjou, incarnat et blanc. Venaient après deux rois d'armes, tenant leurs livres ou cartulaires d'honneur et de noblesse, pour y décrire les hauts faits et valeureux combats qui allaient se livrer. On voyait ensuite les quatre juges du camp, montés sur de très-beaux chevaux, dont les housses, qui descendaient jusqu'à terre, étaient ornées d'armoiries richement brodées; deux avaient été choisis parmi les plus anciens et les plus sages chevaliers et les deux autres parmi les écuyers, connus les uns et les autres pour être très-experts en toutes sortes de combats.
- Après les juges, venait le nain du roi; il portait l'écu et la devise que René avait choisis pour cette fête; le fond en était de gueules semé de pensées au naturel, de même que les cottes d'armes, les bannières, les chanfreins, les housses et caparaçons des chevaux des chevaliers, des écuyers du roi et de tous les tenants.
- Une très-belle damoiselle, magnifiquement vêtue et montant une superbe haquenëe blanche, paraissait ensuite; elle tenait en main une trèsriche écharpe, attachée à la bride du cheval sur lequel René était monté. Cette dame était destinée à mener tous les tenants, lorsqu'il serait nécessaire de jouter contre les assaillants
- Les deux principaux prix, donnés aux frais de René, furent, suivant l'ordonnance des juges du camp, présentés aux vainqueurs par Jeanne de Laval, cette jeune beauté qui avait conduit tous les tenants au combat et qui était l'objet secret de la fête.